# Astrid S
Astrid Smeplass (Noruega, 29 de outubro de 1996) é uma cantora e compositora norueguesa. Em 16 de outubro de 2020 ela publicou seu primeiro álbum intitulado Leave it Beautiful 